# Pozo Maestro de Peña del Hierro
El Pozo Maestro de Peña del Hierro fue una explotación minera subterránea situada en el municipio español de Nerva, en la provincia de Huelva, que formaba parte del complejo de la mina de Peña del Hierro. En la actualidad esta explotación se encuentra clausurada, sin acceso al público.

## Historia
A comienzos del siglo XX la británica Peña Copper Mines Company Limited puso en marcha la construcción de un pozo maestro para las labores de extracción subterránea, de forma combinada con la explotación a cielo abierto que realizaban a través de la denominada «Corta». En la superficie se levantó un malacate, mientras que en el subsuelo se establecieron varias bombas antiácido para las labores de desagüe en las galerías interiores. La perforación subterránea del Pozo Maestro llegó a alcanzar una profundidad de 125 metros. En 1955 las instalaciones pasaron a manos de la Compañía Nacional de Piritas (CONASA). En 1960 se abandonaron las labores de extracción en Peña del Hierro debido al bajo precio de la pirita en el mercado y su escasa rentabilidad.
Con posterioridad a la clausura del pozo se desmontó el histórico Malacate, que en fechas recientes fue reconstruido con fines turísticos.